# Plega fumosa
Plega fumosa is een insect uit de familie van de Mantispidae, die tot de orde netvleugeligen (Neuroptera) behoort. 
Plega fumosa is voor het eerst wetenschappelijk beschreven door Linsley & MacSwain in 1955.